# Kathera
Kathera là một thị xã và là một nagar panchayat của quận Jhansi thuộc bang Uttar Pradesh, Ấn Độ.

## Nhân khẩu
Theo điều tra dân số năm 2001 của Ấn Độ, Kathera có dân số 6389 người. Phái nam chiếm 54% tổng số dân và phái nữ chiếm 46%. Kathera có tỷ lệ 51% biết đọc biết viết, thấp hơn tỷ lệ trung bình toàn quốc là 59,5%: tỷ lệ cho phái nam là 62%, và tỷ lệ cho phái nữ là 38%. Tại Kathera, 16% dân số nhỏ hơn 6 tuổi.